# Ахматова, Раиса Солтамурадовна
Раи́са Солтамура́довна Ахма́това (30 декабря 1928, Грозный, РСФСР, СССР — 29 января 1992, Грозный) — чеченская советская поэтесса, Народная поэтесса Чечено-Ингушской АССР (1977), председатель Союза писателей Чечено-Ингушской АССР (1961—1983), председатель Верховного Совета Чечено-Ингушской АССР (1963—1985).

## Биография
Родилась в семье рабочего 13 декабря 1928 года. В 1943 году окончила Грозненское педагогическое училище. В годы депортации, с 1946 по 1956 годы, работала учительницей в Казахстане. С 1956 году стала работать журналисткой. В 1958 году поступила на Высшие литературные курсы литературного института им. А. М. Горького.
Издавались и переиздавались десятки её книг. Она — единственная женщина, которая была удостоена звания «Народная поэтесса Чечено-Ингушетии». Впервые в чеченской литературе её героини были показаны как личности, активно участвующие в жизни общества. В цикле «Самое дорогое» (сборник «Откровение») Ахматова пишет о Родине, мире и дружбе. Её книги были изданы на языках многих народов СССР, а также были переведены на хинди, английский, французский, польский и немецкий языки.
Принимала активное участие в общественной жизни. Была председателем Союза писателей Чечено-Ингушской АССР (1961—1983), председателем Верховного Совета ЧИАССР (1963—1985), делегатом XXII съезда КПСС, участницей Всемирного конгресса за всеобщее разоружение и мир. Многие годы была членом Советского Комитета защиты мира. В последние годы своей жизни возглавляла республиканское отделение Советского фонда культуры.
Ряд исследователей предполагает, что полный архив (более шестисот папок текстов) её произведений был уничтожен во время Первой чеченской войны.

## Награды
- орден Дружбы народов (2 января 1979 года)[6]
- орден «Знак Почёта»
- медали

## В искусстве
В 1972 году Иван Бекичев создал скульптурный портрет Раисы Ахматовой.

## Память
В 2012 году она, наряду с Лулой Жумалаевой, была включена в Антологию Всемирной женской поэзии как представительница чеченской поэзии.

### Начеченском языке
- Ахматова Раиса. «Родная республика». Стихи = «Хьоме республика». — Грозный: Чечено-Ингушское книжное издательство, 1958.
- Ахматова Раиса. «Ровесникам». Стихи = «Нийсархошка». — Грозный: Чечено-Ингушское книжное издательство, 1963.
- Ахматова Раиса. «Моя звезда». Стихи = «Сан седа». — Грозный: Чечено-Ингушское книжное издательство, 1967.
- Ахматова Раиса. «У родника». Стихи = «Шовданан йистехь». — Грозный: Чечено-Ингушское книжное издательство, 1969.
- Ахматова Раиса. Стихи. — Грозный: Чечено-Ингушское книжное издательство, 1972.
- Ахматова Раиса. «Доброта». Стихи, поэмы = «Дикалла». — Грозный: Чечено-Ингушское книжное издательство, 1973.
- Ахматова Раиса. «Встреча». Стихи, поэмы = «Цхьаьнакхетар». — Грозный: Чечено-Ингушское книжное издательство, 1978. — 5000 экз.
- Ахматова Раиса. «Вечерние зори». Стихи, поэмы = «Суьйренан зӀаьнарш». — Грозный: Чечено-Ингушское книжное издательство, 1983. — 2000 экз.
- Ахматова Раиса. «Избранное». Стихи, поэмы = «Хаьржинарш». — Грозный: Чечено-Ингушское книжное издательство, 1987.
- Ахматова Раиса. «Песни сердца». Стихи, поэмы = «Даган иллеш». — Грозный: Чечено-Ингушское полиграфическое объединение «Книга», 1991. — 3000 экз.

### нарусском языке
- Ахматова Раиса. «Бей мне, ветер, в лицо!» Стихи. — Грозный: Чечено-Ингушское книжное издательство, 1959.
- Ахматова Раиса. «Иду к тебе». Стихи. — М., 1960.
- Ахматова Раиса. «Трудная любовь». Стихи. — М., 1963.
- Ахматова Раиса. «Откровение». Стихи. — Грозный: Чечено-Ингушское книжное издательство, 1964.
- Ахматова Раиса. «Откровение». Стихи. — 2-е изд.. — Грозный: Чечено-Ингушское книжное издательство, 1966.
- Ахматова Раиса. «Лунной тропою». Стихи. — Грозный: Чечено-Ингушское книжное издательство, 1968. — 10 000 экз.
- Ахматова Раиса. Избранная лирика. — Грозный: Чечено-Ингушское книжное издательство, 1970.
- Ахматова Раиса. «Будьте счастливы». Стихи. — М., 1972.
- Ахматова Раиса. «Доброта». Стихи и поэмы. — Грозный: Чечено-Ингушское книжное издательство, 1973. — 10 000 экз.
- Ахматова Раиса. «Медный листопад». Стихи и поэмы. — М., 1974.
- Ахматова Раиса. Поющая Чинара: Стихи, поэмы / Перевод с чеченского, предисловие И. Озеровой; Художник А. Ясуев. — Грозный: Чечено-Ингушское книжное издательство, 1976. — 151 с.
- Ахматова Раиса. Перевал: Стихи и поэмы / Перевод с чеченского И. Озеровой; Художник Е. И. Балашева. — М.: Советский писатель, 1977. — 143 с.
- Ахматова Раиса. «Рассвет и горы». Стихи. — Грозный: Чечено-Ингушское книжное издательство, 1981.
- Ахматова Раиса. «Прикосновение». Стихи и поэмы. — Грозный: Чечено-Ингушское книжное издательство, 1981. — 10 000 экз.
- Ахматова Раиса. «Разговор с сердцем». Стихи и поэмы. — М.: Детская литература, 1984. — 50 000 экз.
- Ахматова Раиса. «Ожидание». Стихи и поэмы. — М.: Советская Россия, 1988. — 10 000 экз.
- Ахматова Раиса. «Вдохновение». Стихи. — Грозный: Чечено-Ингушское книжное издательство, 1989.
- Ахматова Раиса. Избранное. «Край любви». Стихи и поэмы. — М., 2009.